# Parlamentswahl in Lesotho 2012
Die Parlamentswahl in Lesotho 2012 fand am 26. Mai im Königreich Lesotho statt. Gewählt wurde die Nationalversammlung, die den Premierminister und damit die Regierung wählt. 

## Ausgangslage
Seit 1998 hatte Bethuel Pakalitha Mosisili das Amt des Premierministers inne. Er gehörte dem Lesotho Congress for Democracy (LCD) an, den er selbst als Abspaltung von der Basutoland Congress Party (BCP) gegründet hatte. Im Februar 2012, kurz vor den turnusmäßig stattfindenden Parlamentswahlen, wechselten er und zahlreiche LCD-Abgeordnete zum neugegründeten Democratic Congress (DC). Somit traten drei aussichtsreiche Parteien zur Wahl an: neben dem LCD (unter dem früheren Minister Mothetjoa Metsing) und dem DC unter Mosisili die All Basotho Convention unter Tom Thabane, ebenfalls eine Abspaltung vom LCD. Insgesamt traten 15 Parteien an, darunter auch die früheren Regierungsparteien BCP und Basotho National Party (BNP) sowie die linksstehende Popular Front for Democracy (PFD), die dem Königshaus nahestehende Marematlou Freedom Party (MFP) und die LCD-nahe National Independent Party (NIP), die bei der letzten Wahl zweitstärkste Partei geworden war. 
Neben 80 Direktkandidaten werden seit einer Wahlrechtsänderung im Jahr 1998 40 Listenkandidaten gewählt, die Parteien angehören, die nach Direktmandaten – auf die Zahl von 120 Abgeordneten berechnet – unterproportional vertreten sind. Die Sitzverteilung nach den Wahlen 2007 war wie folgt: LCD 62, ABC/Lesotho Workers’ Party (LWP) 27, NIP 21, BNP 3, weitere Parteien: 7 Sitze. 
Jeder Wähler hatte anders als 2007 nur eine Stimme, die er nur einer Partei oder einem Unabhängigen geben konnte, die in seinem Wahlkreis einen Kandidaten aufgestellt bzw. der dort kandidiert hatte.
1.127.980 Wahlberechtigte wurden vor den Wahlen registriert.
Im Vorfeld wurden Auseinandersetzungen befürchtet. Der emeritierte südafrikanische Erzbischof Desmond Tutu, der sich eigentlich nicht mehr zu politischen Fragen öffentlich äußert, bat die Bevölkerung Lesothos um einen friedlichen Ablauf.

## Ablauf
Zur Wahl standen Kandidaten in den 80 Wahlkreisen sowie Politiker auf Wählerlisten für die übrigen 40 zu vergebenen Sitze. Die geradzahligen Positionen auf allen Listen waren Frauen vorbehalten. Die Wahl fand am 26. Mai 2012 (Sonnabend) von 7 bis 17 Uhr Ortszeit statt. Die Auszählung der Wahlkreise erfolgte bis Dienstag, die Vergabe der Listenplätze am späten Dienstag. 
Der Ablauf der Wahlen wurde von Kommissionen von SADC, AU, Commonwealth und EISA beobachtet, darunter den ehemaligen Staatschefs Bakili Muluzi (Malawi), Rupiah Banda (Sambia) und Yakubu Gowon (Nigeria). Der Ablauf wurde in einer gemeinsamen Erklärung der Kommissionen als friedlich bezeichnet.

## Ergebnis
Die Wahlkreisabgeordneten stammen aus vier Parteien: 41 vom DC, 26 von der ABC, 12 vom LCD und ein Abgeordneter von der PFD. Dabei erreichte Mosilisi in seinem Wahlkreis im Distrikt Qacha’s Nek den zweithöchsten Sieg aller Direktkandidaten. Die Hochburgen der ABC sind die Distrikte Maseru und Berea, der LCD gewann die meisten Wahlkreise im Leribe-Distrikt. Alle Mandate im Süden und Osten gingen an den DC. Über Parteilisten wurden folgende Abgeordneten gewählt: DC 7, ABC 4, LCD 14, BNP 5, PFD und NIP je 2, Basotho Batho Democratic Party (BBDP), BCP, Basotho Democratic National Party (BDNP), Lesotho People’s Congress (LPC), LWP und MFP je 1. 
Damit stellt der DC 48 Abgeordnete, die ABC 30, der LCD 26, die BNP 5, die PFD 3, die NIP 2 und sechs weitere Parteien je einen Abgeordneten.
564.451 Personen (50,04 % der Wahlberechtigten) nahmen an der Wahl teil.

## Folgen
Am 30. Mai 2012 trat Premierminister Mosisili von seinem Amt zurück. Am 8. Juni 2012 legte Tom Thabane als  neuer Premierminister seinen Amtseid ab. Er führte fortan eine Koalition aus ABC, LCD und BNP, die von der PFD, MFP und weiteren kleinen Parteien gestützt wurde. Damit gelang zum ersten Mal in der Geschichte Lesothos ein friedlicher Machtwechsel aufgrund von Parlamentswahlen.
Im Juni 2014 löste Thabane mit Billigung des Königs Letsie III. die Nationalversammlung auf, um einem Misstrauensvotum des LCD zu entgehen. Im August versuchte die Armee, Thabane und die Polizei zugunsten des LCD und des DC zu entmachten, der Putsch misslang jedoch. Nur durch Vermittlung der Southern African Development Community (SADC) gelang es vorläufig, die Krise zu beenden. Die 2017 fälligen nächsten Parlamentswahlen wurden auf Februar 2015 vorgezogen. 